# Johanna Allstonová
Johanna Allstonová (* 12. února 1986, Hobart) je australská reprezentantka v orientačním běhu. Jejím největším úspěchem je zlatá medaile ze sprintu na Mistrovství světa v orientačním běhu z roku 2006. V současnosti běhá za australský klub Australopers a švédský Sävedalens AIK.

## Sportovní kariéra
| Přehled úspěchů na Mistrovství světa | Přehled úspěchů na Mistrovství světa | Přehled úspěchů na Mistrovství světa | Přehled úspěchů na Mistrovství světa | Přehled úspěchů na Mistrovství světa |
| Mistrovství světa                    | Sprint                               | Middle                               | Long                                 | Štafety                              |
| ------------------------------------ | ------------------------------------ | ------------------------------------ | ------------------------------------ | ------------------------------------ |
| Västerås 2004                        | 29. místo                            | X                                    | 24. místo                            | 16. místo                            |
| Aichi 2005                           | X                                    | 18. místo                            | 6. místo                             | 8. místo                             |
| Århus 2006                           | 1. místo                             | X                                    | 12. místo                            | 4. místo                             |
| Kyjev 2007                           | 9. místo                             | 13. místo                            | 6. místo                             | 7. místo                             |
| Miskolc 2009                         | Q18. místo                           | 18. místo                            | 19. místo                            | 9. místo                             |

| Přehled úspěchů na Mistrovství světa juniorů | Přehled úspěchů na Mistrovství světa juniorů | Přehled úspěchů na Mistrovství světa juniorů | Přehled úspěchů na Mistrovství světa juniorů | Přehled úspěchů na Mistrovství světa juniorů |
| Mistrovství světa juniorů                    | Sprint                                       | Middle                                       | Long                                         | Štafety                                      |
| -------------------------------------------- | -------------------------------------------- | -------------------------------------------- | -------------------------------------------- | -------------------------------------------- |
| Polva 2003                                   | X                                            | X                                            | 63. místo                                    | 11. místo                                    |
| Gdynia 2004                                  | X                                            | 12. místo                                    | 59. místo                                    | 16. místo                                    |
| Tenero 2005                                  | X                                            | 3. místo                                     | 11. místo                                    | 7. místo                                     |
| Druskininkai 2006                            | 2. místo                                     | 38. místo                                    | 1. místo                                     | 11. místo                                    |